# Puto jarudensis
Puto jarudensis är en insektsart som beskrevs av Tang 1992. Puto jarudensis ingår i släktet Puto och familjen ullsköldlöss. Inga underarter finns listade i Catalogue of Life.